# 2002年热带风暴费伊
热带风暴费伊（英語：Tropical Storm Fay）是一场在墨西哥和德克萨斯州部分地区引发洪灾的中等强度热带风暴，也是2002年大西洋飓风季形成的第6场获得命名的风暴。2002年9月初，有低压槽南下进入墨西哥湾并停止移动，其边缘发展出低气压中心，飓风猎人侦察机于9月5日发现系统已充分组织，在加尔维斯敦东南方向约153公里海域成为热带低气压。气旋朝西南偏南飘移并逐渐增强，于9月6日早上达到风力时速95公里的最高强度。风暴接下来突然大幅向西北偏西转向，强度和朝向基本保持稳步，直至次日从德克萨斯州马塔哥达县的马塔哥达附近登陆。费伊登陆后快速减弱，但其环流之后又持续三天才完全消散。
气旋在陆地上产生大量降水，虽然没有引起人员丧生，但还是造成价值450万美元（2002年美元）的破坏。

## 气象历史
2002年9月初，有低压槽南下进入墨西哥湾后停止前进，其边缘发展出雷暴，并沿弱低气压系统集中。低压槽同关联的低气压逐渐向南飘移，进入墨西哥湾水温较高的海域。位于墨西哥湾西北部的低气压区占据主导环流地位，并逐渐在中心附近发展出持续存在的对流。9月5日，飓风猎人侦察机飞入系统后发现下层环流中心渐趋明朗，还有部分深层对流持续，美国国家飓风中心因此将之归类成热带低气压。墨西哥湾内此时风切变一直很少，有利于热带气旋形成。当晚侦察机又发现结构混乱的环流，导致气象机构不能很有把握地确定环流中心所在位置。不过，热带低气压内当晚已有足够对流持续，因此升级成热带风暴并获名“费伊”（Fay）。
气旋接下来几乎停止移动，关联对流同环流中心分离，但强度仍在逐渐提高。9月6日，风暴达到最大持续风速每小时95公里的最高强度，然后因少量风切变的限制而无法进一步强化，并因北侧的弱中层高压脊影响逐渐恢复运动趋势。南面的低气压系统产生风切变，导致费伊南半部环流内的对流消退，大部分对流局限在北部半圆中。气旋很快就变得杂乱无章，气象机构在公告中称费伊此时更象是亚热带风暴。风暴接下来的移动幅度很小，9月6日晚还略有增强。
9月7日，费伊开始朝西北方向的德克萨斯州海岸前进，雨带行进至该州西北部海岸线。气旋加速移动，于当天清晨登陆。进入内陆上空后，风暴的移动速度放缓，方向飘忽不定，很快就降级成热带低气压。美国国家飓风中心于9月7日发布针对费伊的最后一份公告，但系统此后在距德克萨斯州海岸不远的陆地上空又持续了数天才完全消散。

## 防灾措施
系统成为热带低气压时，气象部门就向德克萨斯州部分沿海地区发布热带风暴警告。气旋升级成热带风暴后，警告生效范围从马塔哥达（Matagorda）延伸到路易斯安那州沿海地区。9月8日，气象机构又把警告范围延伸到德克萨斯州阿兰萨斯港（Port Aransas），同时因气象部门预计费伊登陆前会达到飓风强度，该州卡尔霍恩县奥康纳港（Port O'Connor）到加尔维斯顿县高岛（High Island）地区也接获飓风观察预警。之后风暴未达飓风标准，上述飓风观察预警因此中止。此外，德克萨斯州和路易斯安那州沿海地区还进入沿海洪灾警告生效状态，德克萨斯州部分内陆地区收到山洪警告和洪灾警告。
面对风暴威胁，加尔维斯顿和高岛的多所学校在9月6日关闭，有关部门还向沿海低洼地区发布自愿撤离令。布拉佐里亚县县城安格尔顿（Angleton）有多家杂货店出现商品短缺。

## 影响

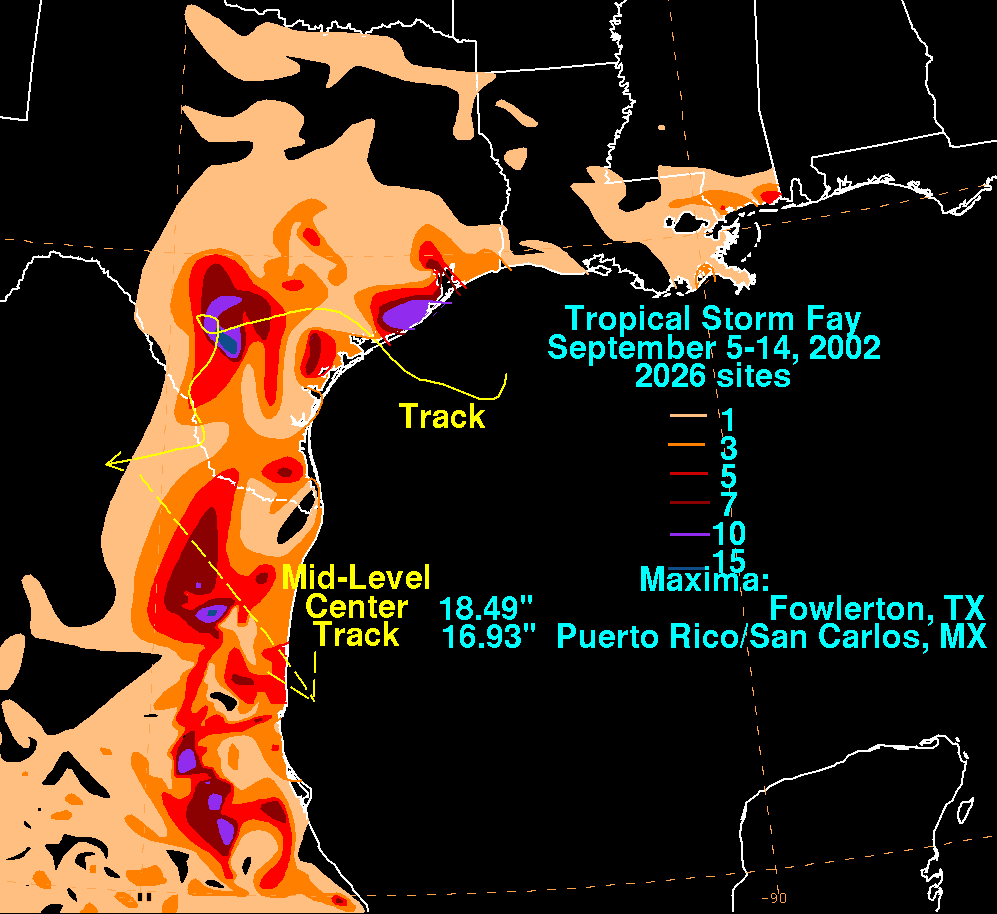
热带风暴费伊的降水分布

路易斯安那州和密西西比州所受很小，基本局限于中等程度降水，最高降雨量达到76毫米。
德克萨斯州部分地区受到中至重度破坏，其中大部分都是由洪水引起。该州共有400套房屋因洪灾受损。费伊登陆时催生出一场海龙卷风，对加尔维斯顿岛最北端海岸沿线构成轻度破坏。德克萨斯州海岸沿线的风暴潮有1.1米高，州内各地的最高降雨量在250至380毫米之间。布拉佐里亚县的斯维尼（Sweeny）受到风暴重创，共有约1000户民宅和商铺受损，损失数额约为350万美元（2002年美元）。高达600毫米的雨量在当地及周边地区引发严重山洪。马塔哥达县也因费伊遭受重大破坏，该县道路及公共设施因洪灾导致的损失数额约有130万美元（2002年美元）。
据报导，气旋登陆期间催生出12场龙卷风，其中最具影响的一场导致一套移动房屋被毁，另有一个谷仓受损。费伊的残留在弗里奥县降下50至75毫米雨量，亚他斯科沙县测得200毫米降水，局部地区达到300毫米。暴雨引发严重山洪，许多人被迫躲到屋顶上。上述两县的建筑、道路和农作物一共受到价值80万美元（2002年美元）的破坏。
费伊对墨西哥的影响总体局限于降水，部分地点的降雨量达到400毫米。塔毛利帕斯州的新拉雷多爆发洪灾，约100户家庭从家中转移，还有120人被困在酒店。据报导，该市有十棵树木倒塌，但破坏程度非常轻微。格兰德河的河水超出洪水水位3.3米之多。受洪灾影响，有约300户家庭之后数周都无法返回家园。

## 善后
风暴过后，德克萨斯州有九个县（分别是布拉佐里亚县、弗里奥县、加尔维斯顿县、拉萨尔县、来弗欧克县、马塔哥达县、努埃塞斯县、圣帕特里西奥县和霍顿县）经宣告成为灾区，以便受灾居民及企业主申请联邦及州政府援助。费伊过去后，救灾机构共计签发数值超过270万美元（2002年美元）的灾害住民补贴支票，联邦紧急事务管理局已检查过超过2700套各类民宅和建筑物。包括个人及家庭补助计划在内的多种非政府救灾方案共计通过支票向灾民提供40万美元救助金和超过100万美元的救灾资金。小企业管理局也拨出超过25万美元的救灾援助金。美国国家税务局在气旋过去后宣布，德克萨斯州沦为灾区的九个县可以获得特殊税收减免。